# Euptychia parthenie
Euptychia parthenie är en fjärilsart som beskrevs av Gustav Weymer 1911. Euptychia parthenie ingår i släktet Euptychia och familjen praktfjärilar. Inga underarter finns listade i Catalogue of Life.